# Lluvia (película de 2019)
Lluvia es una película colombiana de 2019 dirigida y coescrita por Diego Espinosa. Estrenada en las salas de cine colombianas el 28 de noviembre de 2019, fue protagonizada por Carolina Galeano, Adriana Mendoza, Eddy Acosta, Vivian Rodrigo y Diosa Valdéz. Fue rodada en la ciudad de Pereira, Risaralda.

## Sinopsis
Angie y Dayana viven en un barrio popular de la ciudad de Pereira. Angie inicia una relación amorosa con Beto, un maleante de poca monta que está metido en infinidad de líos. Este delincuente entra en la vida de ambas hermanas, quienes tendrán que tomar decisiones inesperadas para volver a enderezar sus vidas.

## Reparto
- Carolina Galeano
- Adriana Mendoza
- Eddy Acosta
- Vivian Rodrigo
- Diosa Valdéz